# Inshallah (album)
Inshallah è il terzo album in studio del cantautore italiano Anansi, pubblicato il 22 aprile 2014 dall'etichetta Fiabamusic e distribuito da Believe Digital.

## Il disco
Inshallah è stato pubblicato a distanza di oltre tre anni dall'ultima uscita di Anansi, ovvero Tornasole . Esso è costituito da 14 brani registrati tutti in lingua italiana e caratterizzati da sonorità funk, soul, pop e rap. L'ultima traccia del disco è un outro strumentale non presente nella lista tracce ufficiale.
Il primo singolo estratto dall'album è Inshallah, scritto ed interpretato in collaborazione con Ghemon, a cui ha fatto seguito il secondo singolo Preferisco il blues.

## Tracce
Testi e musiche di Stefano Bannò, eccetto dove indicato; edizioni musicali Fiabamusic.
1. Cose che non dico – 2:33
2. Inshallah (feat. Ghemon) – 3:26 (testo: Stefano Bannò, Giovanni Luca Picariello – musica: Stefano Bannò, Les Baxter)
3. Mai dire mai – 3:32
4. Oramai – 4:21
5. Un quarto di un quarto d'ora – 3:33
6. Preferisco il blues – 4:07
7. Portami via di qua – 4:11 (testo: Stefano Bannò – musica: Stefano Bannò, Fiorenzo Zanotti)
8. Il gioco – 5:20
9. Da lontano – 4:33
10. Menina – 4:14 (testo: Stefano Bannò – musica: Stefano Bannò, Fiorenzo Zanotti)
11. Uno – 3:58
12. Ninnananna – 4:16
13. Un'isola – 3:42
14. Outro – 1:36